# Albert Teichmann
Pour les articles homonymes, voir Teichmann.
Albert Fedor Reinhard Teichmann (né le 13 octobre 1844 à Breslau et mort le 29 décembre 1912 à Bâle) est un juriste prussien.

## Biographie
Albert Teichmann fait ses études du lycée Sainte-Marie-Madeleine de Breslau et étudie le droit aux universités de Heidelberg, Leipzig et Berlin. En 1867, il obtient son doctorat à Berlin. En 1872, Teichmann devient greffier. En 1873, l'Université de Bâle le nomme professeur associé et en 1877 professeur ordinaire de droit pénal, constitutionnel et canonique. En 1884/85, il est recteur de l'université. En 1906, il prend sa retraite.
Il milite pour l'uniformisation du droit civil et pénal suisse.
En outre, Teichmann travaille sur le Rechtslexikon de Franz von Holtzendorff, l'Allgemeine Deutsche Biographie, pour lequel il écrit environ 140 articles entre 1870 et 1905, principalement sur des scientifiques tels que des avocats, des philosophes, etc., ainsi qu'à le Biographischem Jahrbuch und Deutschem Nekrolog d'Anton Bettelheim.
Teichmann est marié à Fanny née Köhler.

## Œuvres (sélection)
- De litis contestationis juris canonici indole. Schade, Berlin 1867 (Dissertation; disponible sur Internet Archive).
- Repertorium des Deutschen Reichstages. Erste Legislatur-Periode, erste Session 1871. Unter Leitung von Ludwig Bamberger bearbeitet von Albert Teichmann. Guttentag, Berlin 1872 (Digitalisat).
- Étude sur l’affaire de Bauffremont envisagée au point de vue des législations française et allemande. Basel 1876.
- Les délits politiques, le régicide et l’extradition. In: Revue de droit international et de législation comparée. T. XI (1879), S. 475–526 (heinonline.org).
- Über Wandelbarkeit oder Unwandelbarkeit des gesetzlichen ehelichen Güterrechts bei Wohnsitzwechsel. Schultze, Basel 1879 (Programm zur Rektoratsfeier der Universität Basel).
- Die Universität Basel in den fünfzig Jahren seit ihrer Reorganisation im Jahre 1835. Im Auftrag E. E. Regenz. Reinhardt, Basel 1885 (disponible sur Internet Archive).
- (Hrsg.) Bonifacii et Basilii Amerbachiorum (de) epistolae mutuae Bononia et Basilea datae. Schultze, Basel 1888.
- Das Strafrecht der deutschen Schweiz (einschliesslich der Bundesgesetzgebung). In: Strafgesetzgebung der Gegenwart in rechtsvergleichender Darstellung. Hrsg. von der Association internationale de criminologie (de). Bd. 1, Liebmann, Berlin 1894, disponible sur Internet Archive.
- Die Universität Basel in ihrer Entwicklung in den Jahren 1885–1895. Im Auftrag des Erziehungsdepartements des Kantons Basel-Stadt aus Anlass der schweizerischen Landesausstellung in Genf. Reinhardt, Basel 1896 (disponible sur Internet Archive).
- Bibliographie über den Vorentwurf zu einem Schweizerischen Strafgesetzbuch. In: Schweizerische Zeitschrift für Strafrecht. Jg. 11 (1898), H. 3/4, S. 1–64 (disponible sur Internet Archive).
- Über die Assisen von Jerusalem und von Antiochien. In: Festgabe der Juristischen Fakultät der Universität Basel zum siebzigsten Geburtstag von Andreas Heusler (de), 30. September 1904.  Helbing & Lichtenhahn, Basel 1904, S. 35–58.

Traductions :
- mit Adolf Dochow (de): Das niederländische Strafgesetzbuch vom 7. März 1881. Guttentag, Berlin 1881.
- Das norwegische Gesetz über das gerichtliche Verfahren in Strafsachen vom 1. Juli 1887 (Jurygesetz). Guttentag, Berlin 1888 (disponible sur Internet Archive).
- Das italienische Strafgesetzbuch vom 30. Juni 1889 nebst dem Gesetze über die öffentliche Sicherheit vom 30. Juni 1889. Guttentag, Berlin 1890.
- Das bulgarische Strafgesetz vom 2. Februar 1896. Guttentag, Berlin 1897 (disponible sur Internet Archive).
- Die bulgarische Strafprozessordnung vom 3. April 1897. Guttentag, Berlin 1902 (disponible sur Internet Archive).
- Die norwegische Strafgesetzgebung des Jahres 1902. Guttentag, Berlin 1903.